# Mirror (Bootsklasse)
Der Mirror ist eine in den 1960er Jahren in England entstandene Einheits-Bootsklasse, von der insgesamt mehr als 70.000 Exemplare gebaut wurden.

## Geschichte
Der Mirror wurde 1962 auf eine Initiative der Zeitung Daily Mirror hin vom Bootskonstrukteur Jack Holt und dem TV-Moderator sowie Do-It-Youself-Enthusiasten Barry Bucknell als kostengünstiges "Volksboot" entworfen, das gleichermaßen zum Segeln, Rudern und für kleine Außenbordmotoren geeignet ist. Außerdem sollte es auf einem Autodach transportierbar sein. 1989 erhielt der Mirror den Status einer von der ISAF, nun "World Sailing" anerkannten Einheitsklasse.

## Design
Die als Selbstbausatz aus Sperrholz konzipierte Jolle wird bereits seit Längerem auch mit einem GFK-Rumpf angeboten. Anstelle der hölzernen Steilgaffel-Takelung (welche beim Transport komplett in den Rumpf passt) darf seit 2006 das populäre Bermuda-Rigg verwendet werden, als Material für Mast und Baum sind seitdem auch Aluminium-Legierungen erlaubt.
Die Entwicklung des Mirror folgte dem Anspruch, dass auch Laien ohne praktische Erfahrung im Bootsbau und mit einfachen Werkzeugen die Segeljolle bauen können. Der Rumpf wird im sogenannten Stitch-and-Glue-Verfahren gefertigt, durch die stumpfe Bug-Partie soll die handwerklich anspruchsvolle Ausarbeitung einer gekrümmten Bugspitze vermieden werden. Auch die Verwendung eines Steck- statt eines Klappschwerts folgt dem Prinzip einer einfachen Konstruktion. Das Ergebnis ist ein robustes, vielseitiges und verhältnismäßig leichtes Boot, das mit überschaubarem Aufwand unterhalten und repariert werden kann.

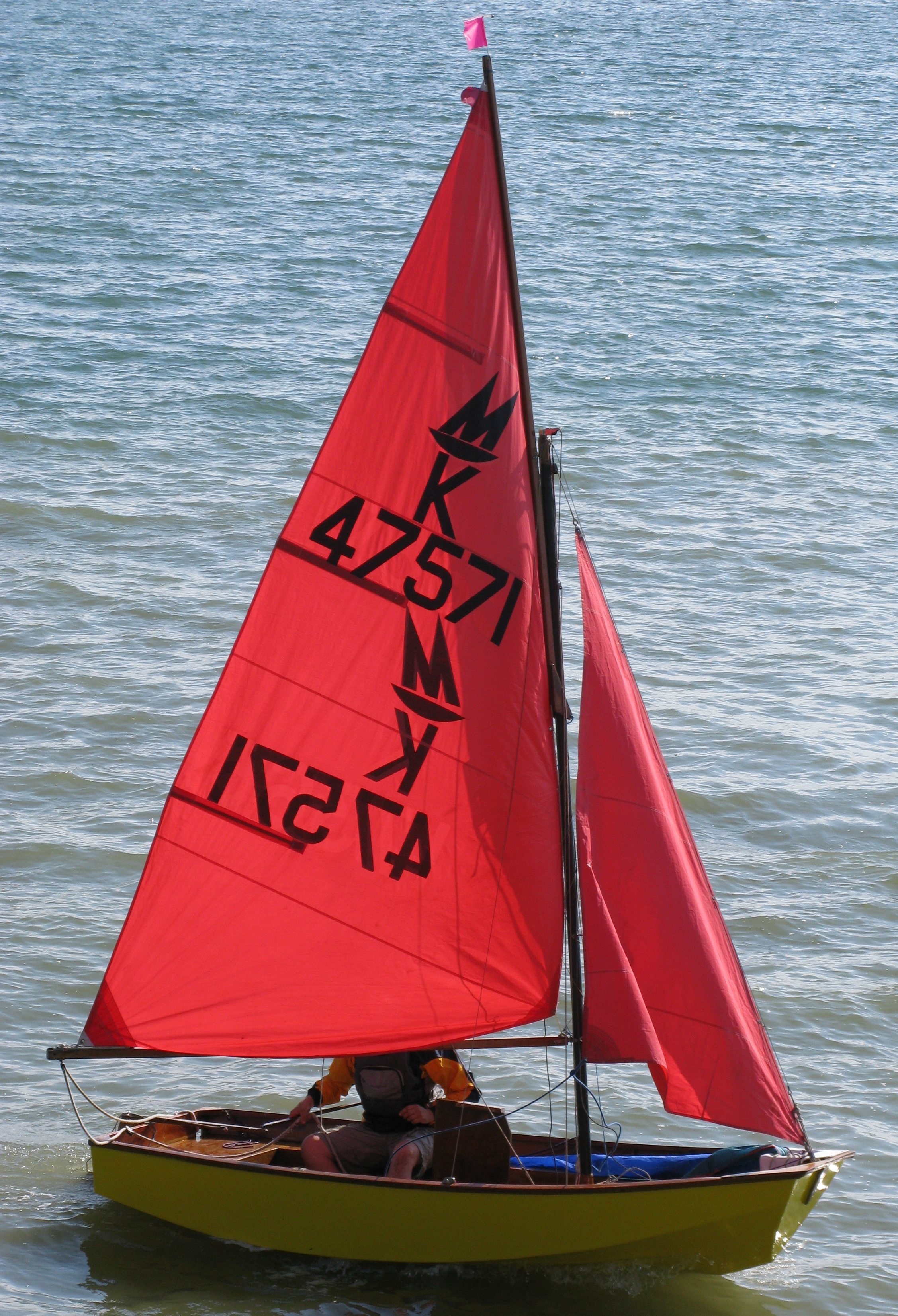
Mirror